# ロンバルディア州

ロンバルディア州
Regione Lombardia

ロンバルディア州（ロンバルディーアしゅう、イタリア語: Lombardia  発音）は、イタリア共和国北西部に位置する州。州都はミラノ。
イタリア国内最多の人口（約1000万人）を擁する州で、これはイタリアの人口の1/6を超える。また、イタリアの国内総生産（GDP）の23%を生産する。

## 名称
標準イタリア語以外の言語では以下の名称を持つ。
- ドイツ語・ヴァリス語: Lombardei
- 西ロンバルド語: Lumbardìa
- 東ロンバルド語: Lombardia
- フランス語: Lombardie
- 英語: Lombardy
- ラテン語: Langobardia/Longobardia

ロンバルディアの名は、「ロンバルド人の土地」を意味する言葉に由来する。ロンバルド人はゲルマン人の一派で、ラテン語形でランゴバルド人とも呼ばれる。

## 地理

ロンバルディア州概略図

### 位置・広がり
ロンバルディア州はイタリア北西部にある内陸の州で、北にスイスと国境を接する。州都ミラノは州の南西部に位置し、トリノから東北東へ約126km、ジェノヴァから北へ約200km、ヴェネツィアから西へ約244km、首都ローマから西北へ約476kmの距離にある。
州の面積は約23,900 km2で、イタリアの州では4番目に広く、また本土にある州ではピエモンテ州に次いで2番目の広さである。
隣接する州およびそれに相当する行政区画は以下の通り。
- グラウビュンデン州 （スイス） - 北
- トレンティーノ＝アルト・アディジェ州 - 北東
- ヴェネト州 - 東
- エミリア＝ロマーニャ州 - 南
- ピエモンテ州 - 西
- ティチーノ州 （スイス） - 北西

### 地勢

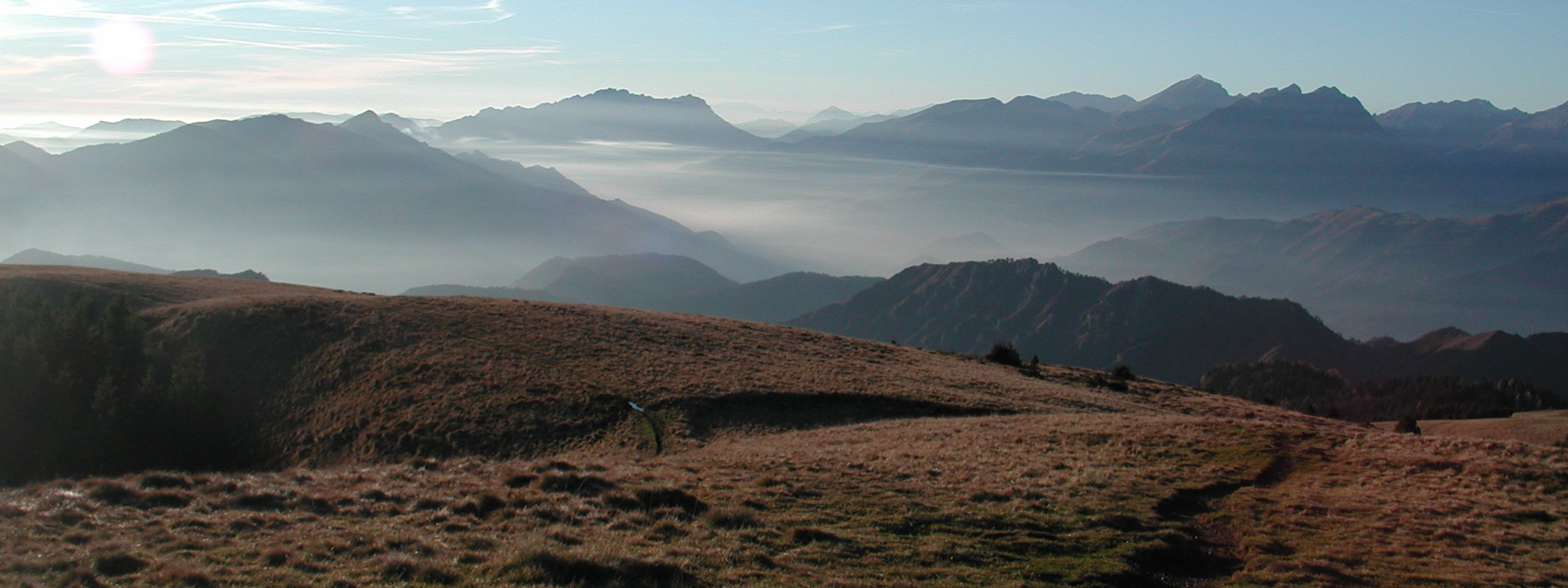
ベルガモ・アルプス

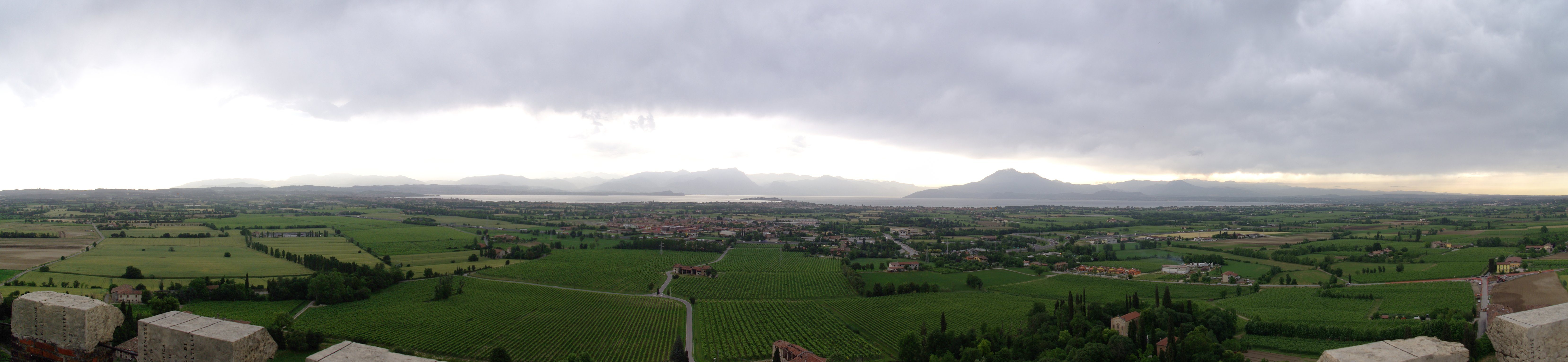
ガルダ湖周辺の平野

ロンバルディア州の地勢。山岳・丘陵・平野の割合を示す

ロンバルディア州は地勢によって大きく3つの地域、すなわち山岳部、丘陵部、平野部に分けられる。
州北部の山岳部はアルプス山脈の一角で、レポンティネ・アルプス山脈 (Lepontine Alps) 、ラエティア・アルプス山脈 (Rhaetian Alps) 、ベルガモ・アルプス山脈 (Bergamo Alps) 、オルトラー・アルプス山脈 (Ortler Alps) などを含んでいる。州の最高峰は、スイスとの国境に位置するベルニナ山脈 (Bernina Range) （最高地点はスイス領内にあるピッツ・ベルニナ (Piz Bernina) 、4049m）のラ・スペラ峰 (La Spedla) （4020m）である。また、山岳部には、氷河を起源としている大きな湖が連なっている。西から順に、マッジョーレ湖、ルガーノ湖（スイスと共有）、コモ湖、イゼーオ湖、ガルダ湖である。ガルダ湖はイタリア最大の面積を持つ湖で、マッジョーレ湖が第2位、コモ湖が第3位である。
アルプスの南には、最後の氷期に形成された氷河地形モレーン（堆石）に起源を持つ、低い丘陵地帯が広がっている。これらの丘陵は、狭く肥沃な台地と、荒野と針葉樹によって特徴づけられている。
ロンバルディア平野は沖積平野で、さらに Alta （高い土地）と Bassa （低い土地）に分けられる。平野北側の Alta は標高がより高く、水が浸透して地下水となる土地であり、南側の Bassa は標高が低く、地下水が地上に現れる湧水線によって特徴づけられる。
上記の山岳・丘陵・平野部の三地域のほか、州南西部（パヴィーア県南部）ポー川の南にオルトレポー・パヴェーゼ (Oltrepò Pavese) と呼ばれる地域がある。この地域はアペニン山脈に連なる小規模な山地によって特徴づけられている。
州内を流れる多くの川は、ポー川の支流であり、平野部を潤している。主要な川としては、北西から南東へ順に、ティチーノ川（マッジョーレ湖から流出する川）、オローナ川 (Olona) 、ランブロ川 (Lambro) 、アッダ川（コモ湖から流出する川）、ミンチョ川（ガルダ湖から流出する川）、オーリオ川（イゼーオ湖から流出する川）が挙げられる。灌漑を目的として、広い範囲に水路のネットワークが張り巡らされている。

### 気候
この地方は大陸性気候であるが、高山や湖の存在によってバリエーションに富むものとなっている。
大陸性気候が最もはっきりとした形で現れるのは平野部で、一年を通じて気温の変化が大きく（ミラノでは1月の平均気温が1.5℃、7月の平均気温が24℃）、10月から2月にかけては濃霧が現れる。アルプスの麓にある湖は、こうした気温の変化を穏やかなものにしており、地中海の植物（オリーブや柑橘類）の生育を可能にしている。アルプスでは、標高の高い地域（ボルミオ（標高1225m）では1月の平均気温が−1.4℃、7月の平均気温が17.3℃）に比較し、谷底の地域の気候は比較的穏やかである。
降水は、平野部や山岳部（年間降水量 650 – 800mm）よりも中間のプレアルプスで顕著（年間降水量 1500 – 2000mm）である。

### 主要な都市
人口8万人以上のコムーネは以下の通り。人口は2011年1月1日現在。
- ミラノ （ミラノ県） - 1,324,110人
- ブレシア （ブレシア県） - 193,879人
- モンツァ （モンツァ・エ・ブリアンツァ県） - 122,712人
- ベルガモ （ベルガモ県） - 119,551人
- コモ （コモ県） - 85,263人
- ブスト・アルシーツィオ （ヴァレーゼ県） - 81,760人
- ヴァレーゼ （ヴァレーゼ県） - 81,579人
- セスト・サン・ジョヴァンニ （ミラノ県） - 81,130人

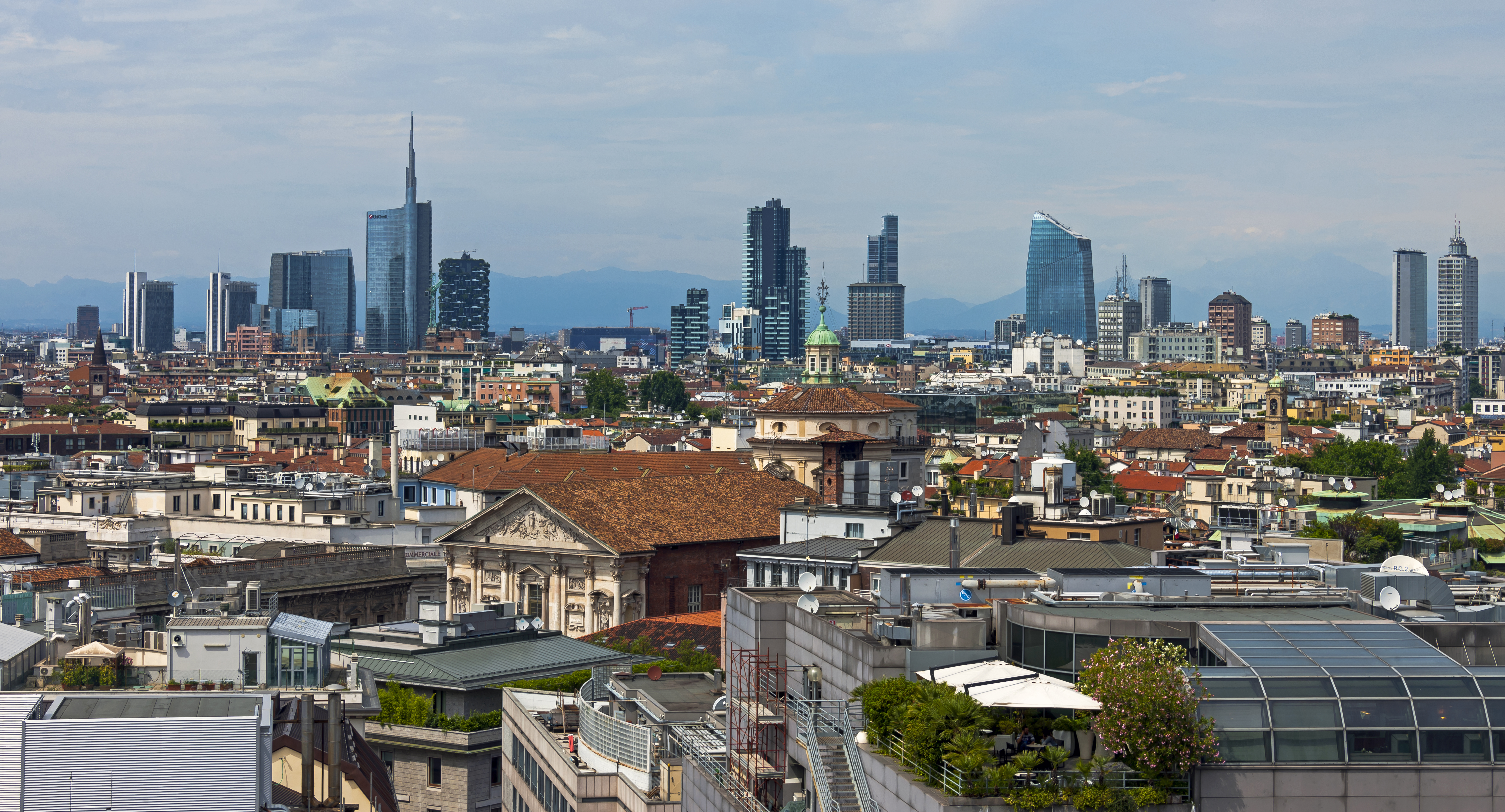
ミラノ
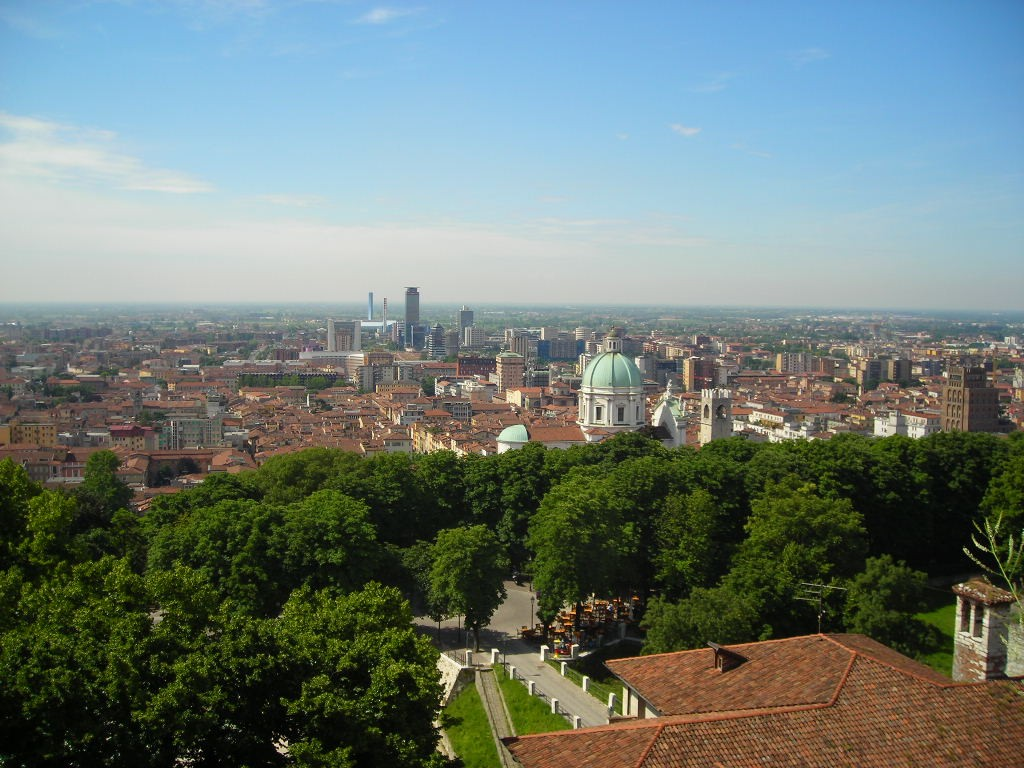
ブレシア
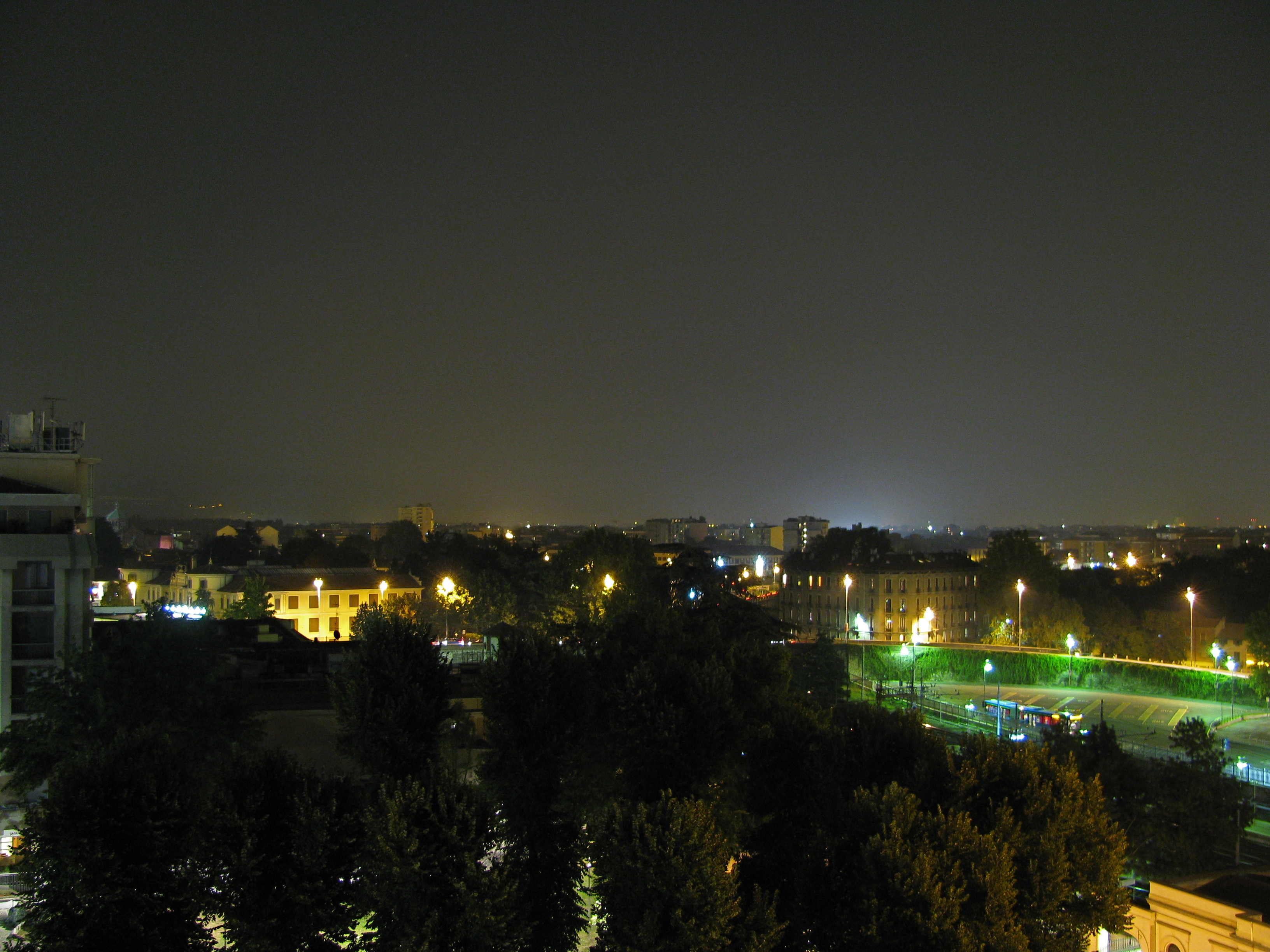
モンツァ
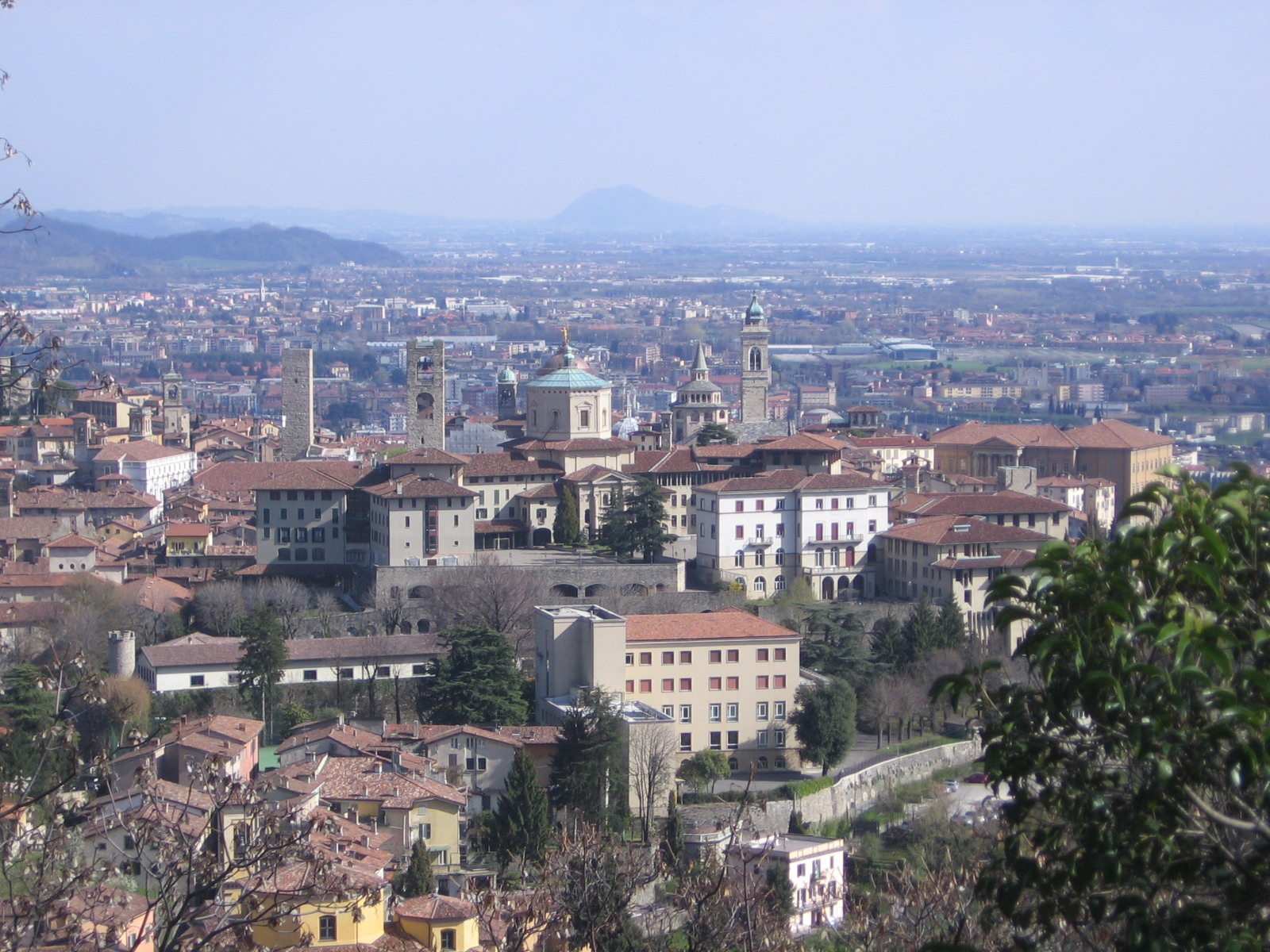
ベルガモ
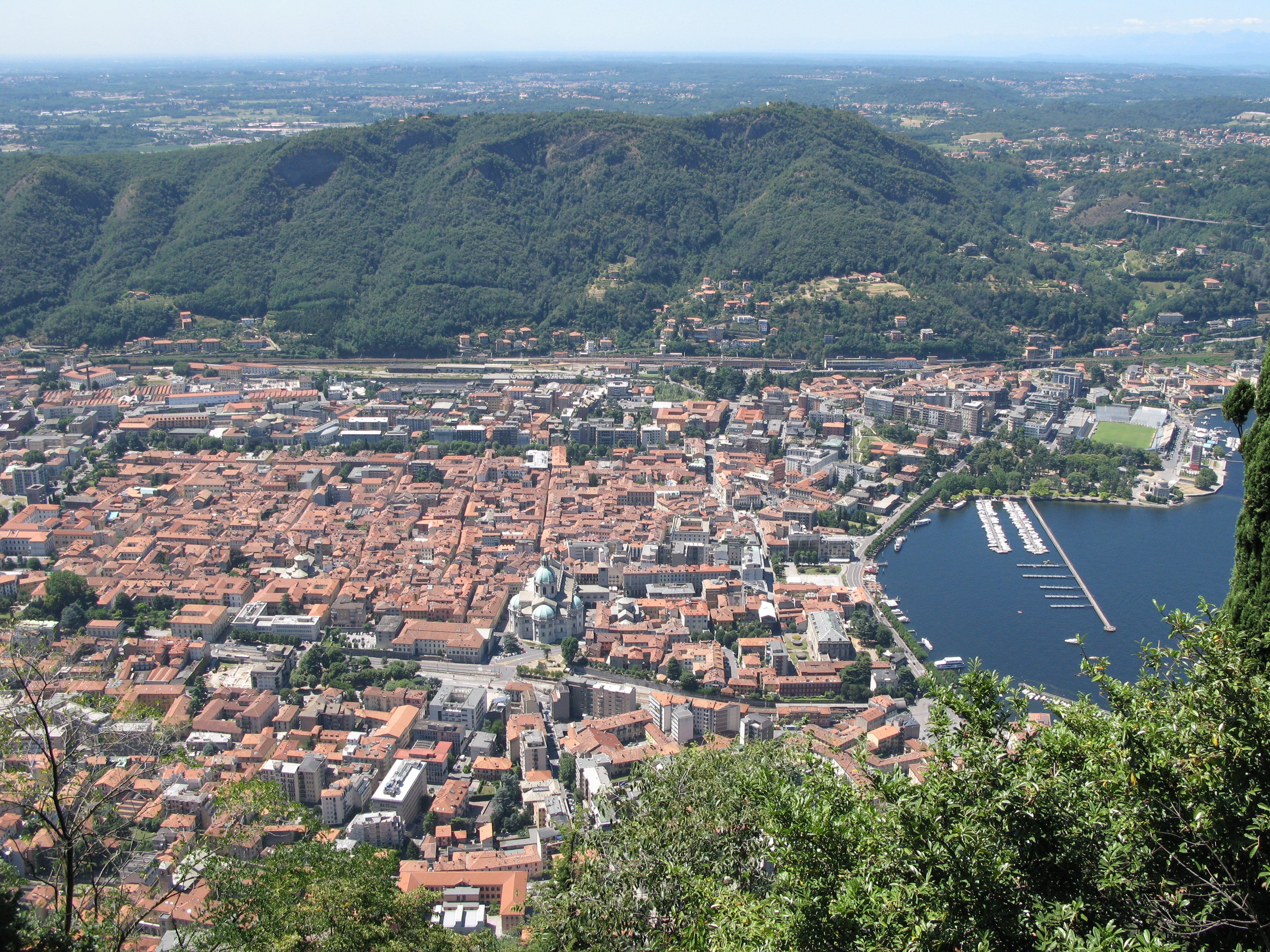
コモ

## 歴史

### 古代
古代ローマ時代、ロンバルディアはピエモンテやエミリア＝ロマーニャと共にガリア・キサルピナ（ローマから見て「アルプスよりこちら側のガリア」の意）と呼ばれていた。メディオラヌム（現在のミラノ）、ティキヌム（パヴィーア）などの都市は、ローマ人以前にさかのぼる起源を有する。紀元前3世紀頃よりローマ人はこの地を征服。ガリア・キサルピナ属州が置かれていたが、紀元前42年頃、オクタヴィアヌス（のちのアウグストゥス帝）によってイタリア本土に編入された。紀元前27年、アウグストゥスによって第11行政区「トランスパダナ」 (it:Regio XI Transpadana) （首府：メディオラヌム）が設置された。

### 中世・近世

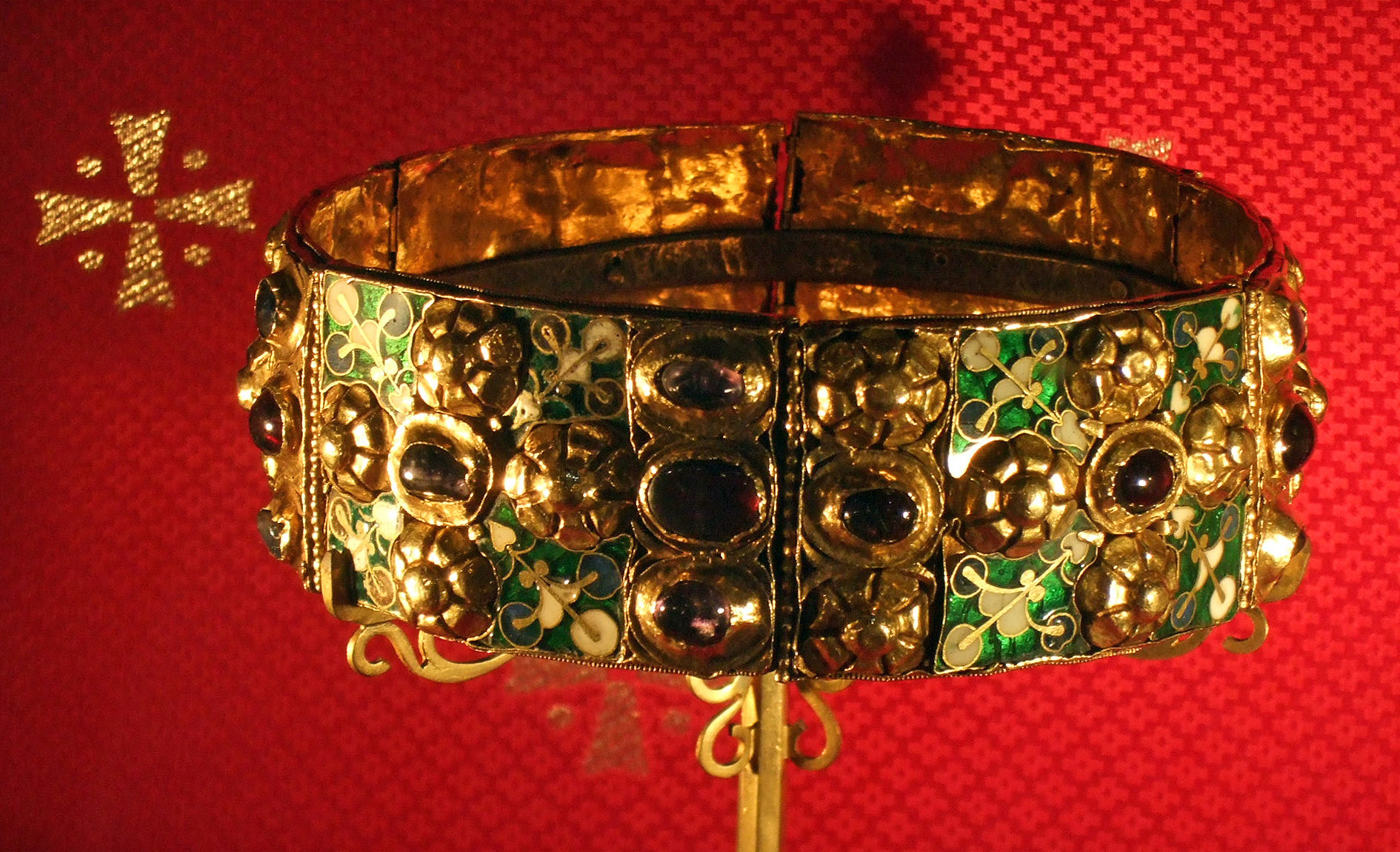
モンツァ大聖堂に保管されているロンバルディアの鉄王冠

568年、アルボイーノ率いるゲルマン人ランゴバルド族が侵入。パヴィーアを首都としてランゴバルド王国を築いた。「ロンバルディア」の地名はランゴバルド族（ロンバルド人）に由来する。773年、フランク王国のカール大帝はランゴバルド王国に宣戦を布告し北イタリアに侵入、774年にはパヴィーアが陥落して王国は滅亡した。アルボイーノ以来ランゴバルドの王たちはイタリア王を称しており、カール大帝も「ロンバルディアの鉄王冠」を手中にしてイタリア王に即位した。以後もパヴィーアは「イタリア王国」の首都と考えられ、12世紀頃まで神聖ローマ皇帝はパヴィーアでイタリア王として戴冠する習わしであった。
神聖ローマ皇帝とローマ教皇との対立、神聖ローマ帝国（とくにホーエンシュタウフェン朝）が北イタリアに干渉を図るイタリア政策、都市国家（コムーネ）の勃興を背景として、12世紀以降は教皇派と皇帝派の紛争が発生。1162年、皇帝フリードリヒ1世（バルバロッサ、またはバーバロサ）により、ミラノも破壊された。ミラノやクレモナなど北イタリアの諸都市は1167年、ポンティーダの修道院においてロンバルディア同盟を締結し、皇帝に対抗。1176年、ロンバルディア同盟はレニャーノの戦いでフリードリヒ1世を破り、皇帝に都市の自治を認めさせた。
13世紀にはミラノでヴィスコンティ家が台頭、1277年にはオットーネ・ヴィスコンティがシニョーレ（僭主）となった。1395年にはジョヴァンニ・ガレアッツォ・ヴィスコンティがミラノ公になりミラノ公国が成立する。マントヴァでもゴンザーガ家がシニョーレとして地位を固め、1434年にはマントヴァ侯国となる（のちにマントヴァ公国となる）。1425年以後、ミラノ公国とヴェネツィア共和国との間には戦争状態が断続的に続いた（ロンバルディア戦争）。ミラノでは1450年には傭兵隊長（コンドッティエーレ）出身のフランチェスコ・スフォルツァがミラノ公となった。1454年、ミラノ公国、ヴェネツィア共和国などイタリアの五大国はローディの和を結び、都市国家間の戦争に終止符を打った。ミラノ公国とヴェネツィア共和国はアッダ川を境界線と定めた。
1499年にフランスのルイ12世がミラノ公国の権力抗争に介入して北イタリアに侵攻（第一次イタリア戦争）、スフォルツァ家がミラノから追放される。シャルル8世のイタリア遠征は失敗に終わるが、フランスによるイタリア戦争は16世紀を通して継続的に行われることになる。1535年、ミラノ公国はスペイン王国（スペイン・ハプスブルク朝）に服従、1700年のスペイン・ハプスブルク朝断絶後は、スペイン継承戦争を経てラシュタット条約（1707年）によってオーストリア（オーストリア・ハプスブルク家）がミラノ公国を支配することとなった。

### 近代
1796年、フランス共和国（総裁政府）は、ナポレオン・ボナパルトをイタリア方面軍司令官に任命し、イタリア戦役が開始される。ナポレオンはロディの戦いでオーストリア軍を破ってミラノに入城し、ミラノにはフランスの衛星国・トランスパダーナ共和国が建国された。また、ナポレオンは敗走するオーストリア軍を追ってヴェネツィア共和国領に侵攻、ベルガモ (Republic of Bergamo) やブレシア (Republic of Brescia) 、クレーマ（クレーマ共和国）などに革命政府が成立した。1797年、カンポ・フォルミオ条約によってヴェネツィア共和国は消滅し、その領土はおおむねアディジェ川を境界にフランスとオーストリアで分割された。フランスの勢力圏では、トランスパダーナ共和国などの衛星国が統合されてチザルピーナ共和国が編成された。第二次対仏大同盟を結んだオーストリアは、1799年にロンバルディアを含む北イタリアを一時奪還するが、リュネヴィルの和約（1801年）でチザルピーナ共和国を承認。チザルピーナ共和国はその後、ナポレオンを大統領とするイタリア共和国（1802年 - 1805年）、次いでナポレオンを国王とするイタリア王国（1805年 - 1814年）に移行した（いずれもミラノが首都とされた）。
1814年のナポレオン失脚後、ウィーン会議の結果として1815年にロンバルディアとヴェネト（旧ヴェネツィア共和国領）にはロンバルド＝ヴェネト王国が設立された。ロンバルド＝ヴェネト王にはオーストリア皇帝フランツ1世が就き、オーストリア帝国（ハプスブルク君主国）の構成国となった。1848年にはミラノにおいてオーストリアによる支配に対する反乱が発生（ミラノの5日間）、第一次イタリア独立戦争の契機となった（イタリア統一運動参照）。
1859年、フランス帝国（フランス第二帝政）と結んだサルデーニャ王国は、オーストリアに対し第二次イタリア独立戦争を挑んだ。ミラノ周辺でのマジェンタの戦い、ソルフェリーノの戦いを経て（なお、ソルフェリーノの戦いは、アンリ・デュナンが赤十字運動を提唱する契機となった）、7月にフランスは単独でオーストリアと休戦（ヴィッラフランカの休戦）。その後11月10日に3か国間でチューリッヒ条約が締結され、ロンバルディアはサルデーニャ王国に併合された（手続きとしては、オーストリアがフランスに割譲したロンバルディアを、即日フランスがサルデーニャに割譲する形になっている）。
1861年、サルデーニャ王国はイタリア半島を統一し、イタリア王国となった。

### 現代
イタリアの経済・財政を支える豊かな地域である。その分、州からの税収が中央政府を通じて貧しいイタリア南部に流れているとの不満が強い。このため北部同盟の呼び掛けにより2017年10月22日、東隣のヴェネト州とともに自治権拡大を問う住民投票が実施された。約4割の投票率で、自治権拡大への賛成が9割を超えた。

## 行政区画

ロンバルディア州と各県

ロンバルディア州は、以下の12県から構成される。所属する県の数はイタリアの州の中で最も多い。
左端の数字はISTATコード、アルファベット2文字は県名略記号を示す。人口は2011年1月1日現在。面積の単位はkm2。
|     |    | 県名                         | 綴り            | 県都       | 面積  | 人口      |
| --- | -- | ---------------------------- | --------------- | ---------- | ----- | --------- |
| 012 | VA | ヴァレーゼ県                 | Varese          | ヴァレーゼ | 1,199 | 883,285   |
| 013 | CO | コモ県                       | Como            | コモ       | 1,288 | 594,988   |
| 014 | SO | ソンドリオ県                 | Sondrio         | ソンドリオ | 3,212 | 183,169   |
| 015 | MI | ミラノ県                     | Milano          | ミラノ     | 1,575 | 3,156,694 |
| 016 | BG | ベルガモ県                   | Bergamo         | ベルガモ   | 2,723 | 1,098,740 |
| 017 | BS | ブレシア県                   | Brescia         | ブレシア   | 4,784 | 1,256,025 |
| 018 | PV | パヴィーア県                 | Pavia           | パヴィーア | 2,965 | 548,307   |
| 019 | CR | クレモナ県                   | Cremona         | クレモナ   | 1,772 | 363,606   |
| 020 | MN | マントヴァ県                 | Mantova         | マントヴァ | 2,339 | 415,442   |
| 097 | LC | レッコ県                     | Lecco           | レッコ     | 816   | 340,167   |
| 098 | LO | ローディ県                   | Lodi            | ローディ   | 782   | 227,655   |
| 108 | MB | モンツァ・エ・ブリアンツァ県 | Monza e Brianza | モンツァ   | 405   | 849,636   |

## 文化

### 言語

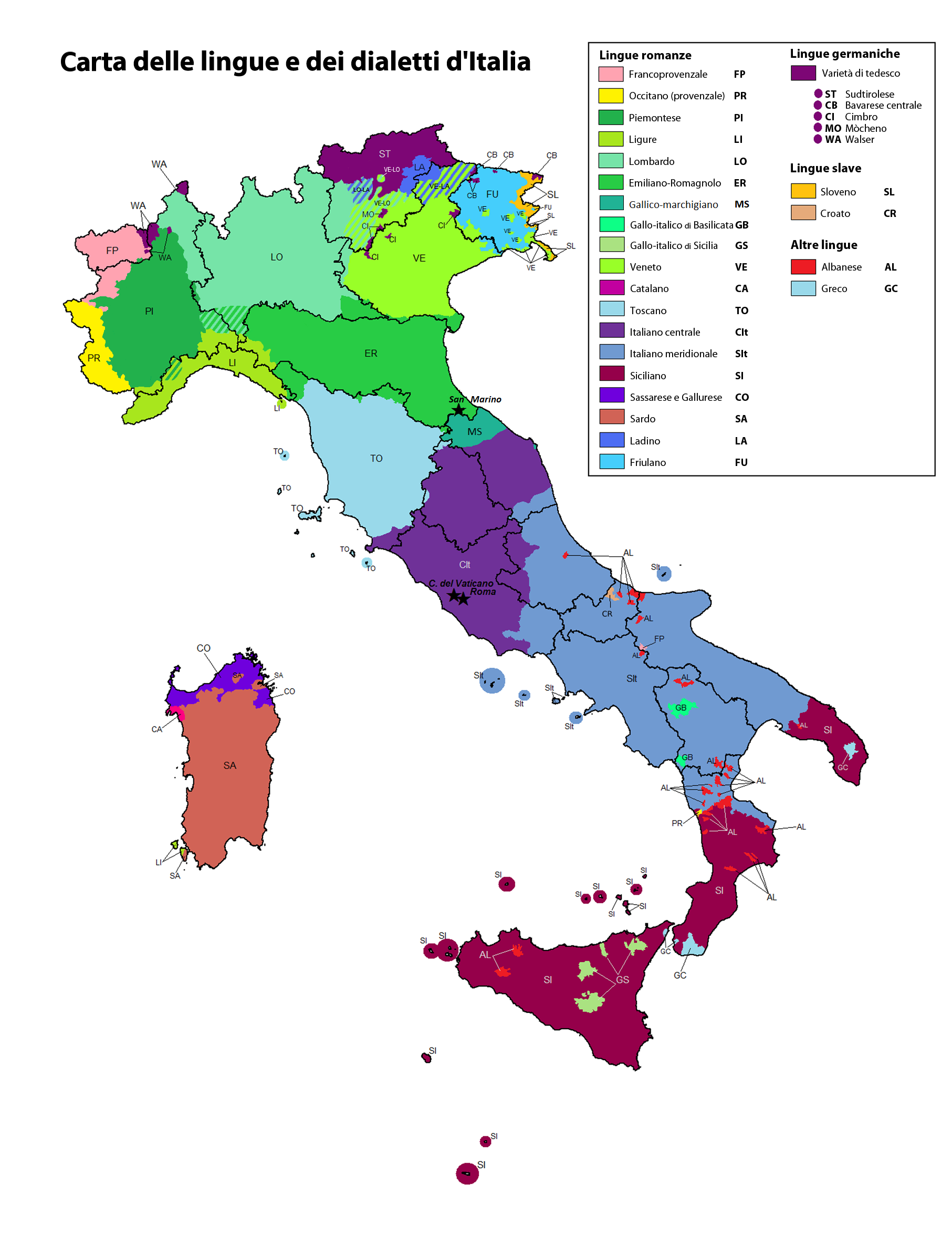
イタリアの言語分布

公用語としてはイタリア語が用いられているが、この地方で伝統的に使われてきた地方言語（Dialetto, 方言）はロンバルド語である。また、南部の一部地域ではエミリア・ロマーニャ語の一種であるエミリア語が話されている。
2006年の国立統計研究所（ISTAT）の統計によれば、6歳以上の住民の家庭内での会話における言語状況は以下の通り。イタリア語（Italiano）、地方言語（Dialetto）、他の言語（Altra lingua）についてのデータで、左列が全国平均、右列がロンバルディア州の数値である。

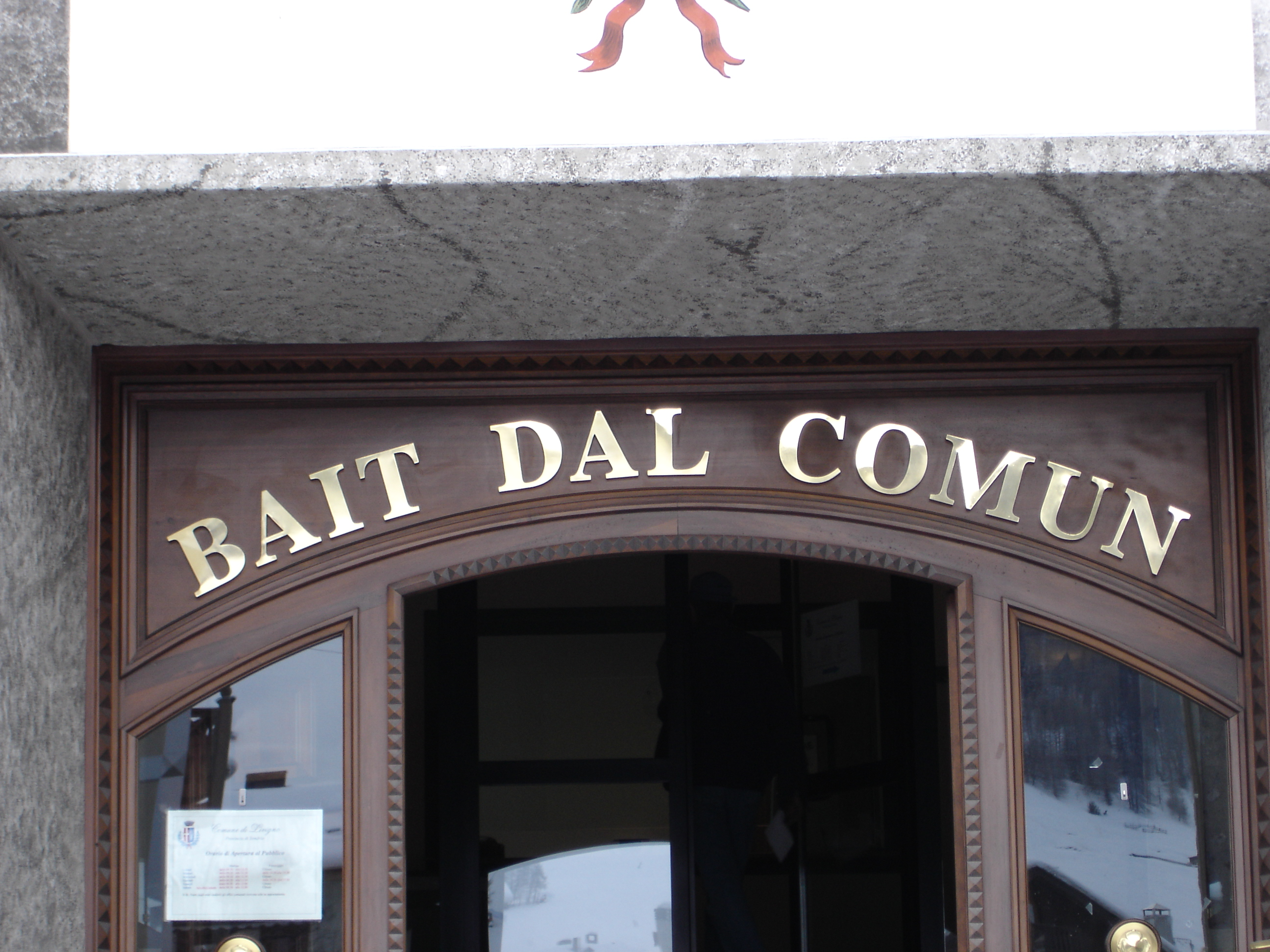
ロンバルディア語の方言で記されたリヴィーニョの町役場の表示

| 家庭内の会話における使用言語           | 全国  | 州    |
| -------------------------------------- | ----- | ----- |
| イタリア語のみ、あるいは主にイタリア語 | 45.5% | 57.6% |
| 地方言語のみ、あるいは主に地方言語     | 16.0% | 9.1%  |
| イタリア語と地方言語の双方             | 32.5% | 26.6% |
| 他の言語                               | 5.1%  | 5.7%  |

ロンバルド語
ロンバルド語は、ロマンス諸語のうちガロ・イタリア語（北イタリア語）に含まれる一群の地方言語である。ロンバルド語の言語変種（方言）は、西ロンバルド語、東ロンバルド語とさらに細かく分類される。ロンバルド語は、隣接するピエモンテ州やスイス南部（ティチーノ州やグラウビュンデン州）でも話されている。
エミリア語
エミリア＝ロマーニャ州に隣接する、州南部のマントヴァ県、パドヴァ県、クレモナ県の一部では、エミリア語が話されている。エミリア語は、ガロ・イタリア語に含まれるエミリア・ロマーニャ語の一種である。

### 食文化

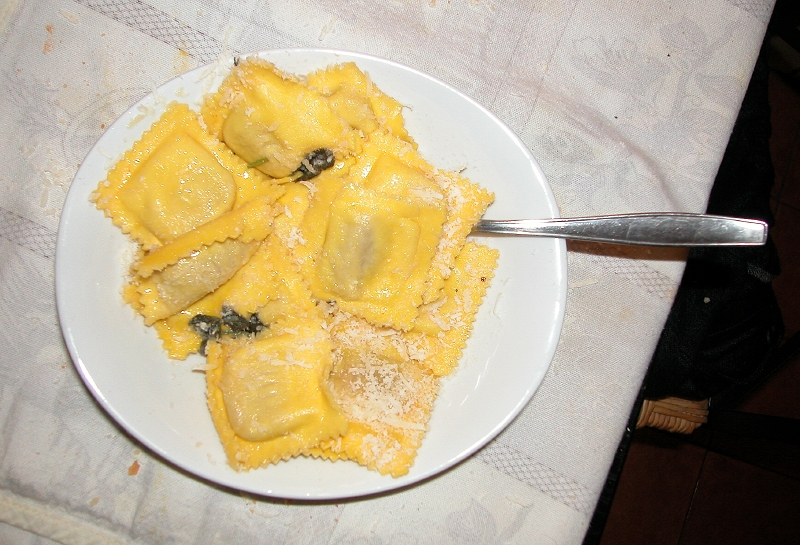
トルテッリ・ディ・ズッカ
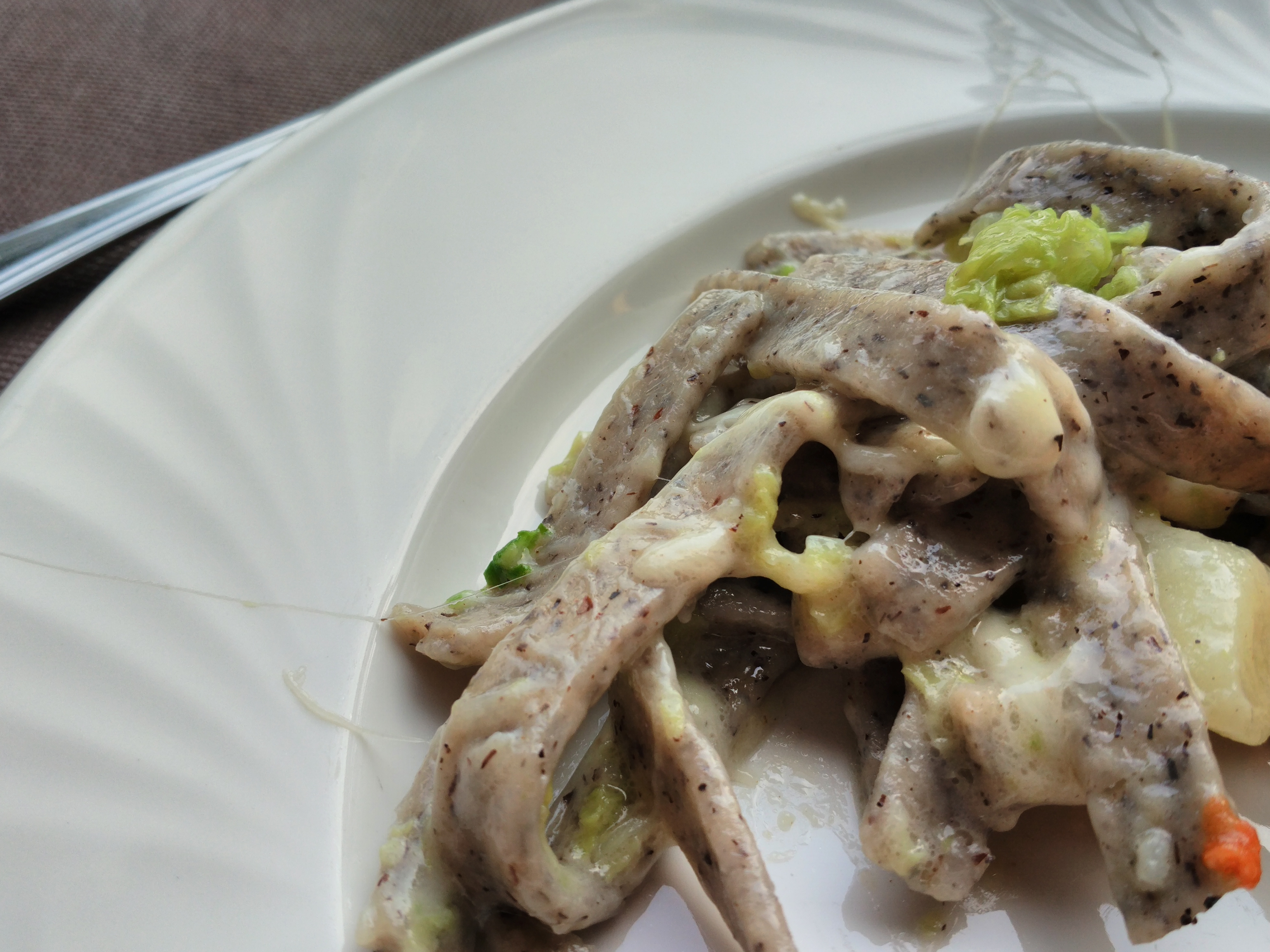
ピッツォッケリ

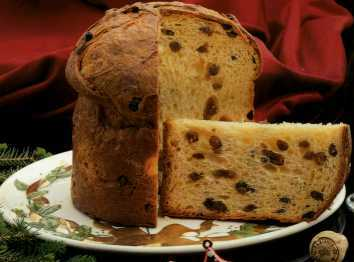
パネットーネ

ロンバルディア料理は、同じ州内でも地域ごとに郷土料理のバラエティがある。ミラノ料理 (it:Cucina milanese) 、クレモナ料理、マントヴァ料理 (it:Cucina mantovana) など、古都ではそれぞれの食文化が発展している。

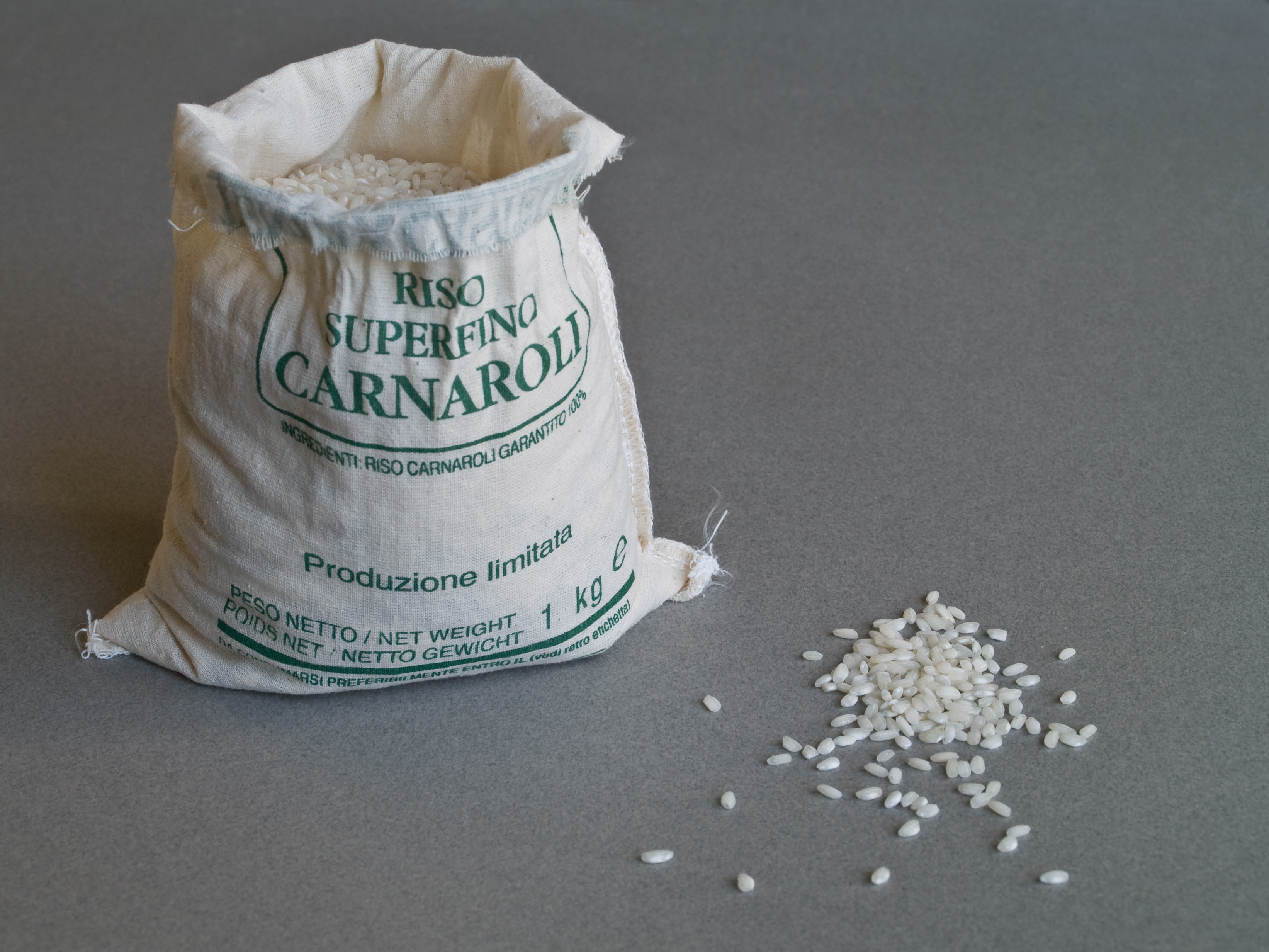
カルナローリ米

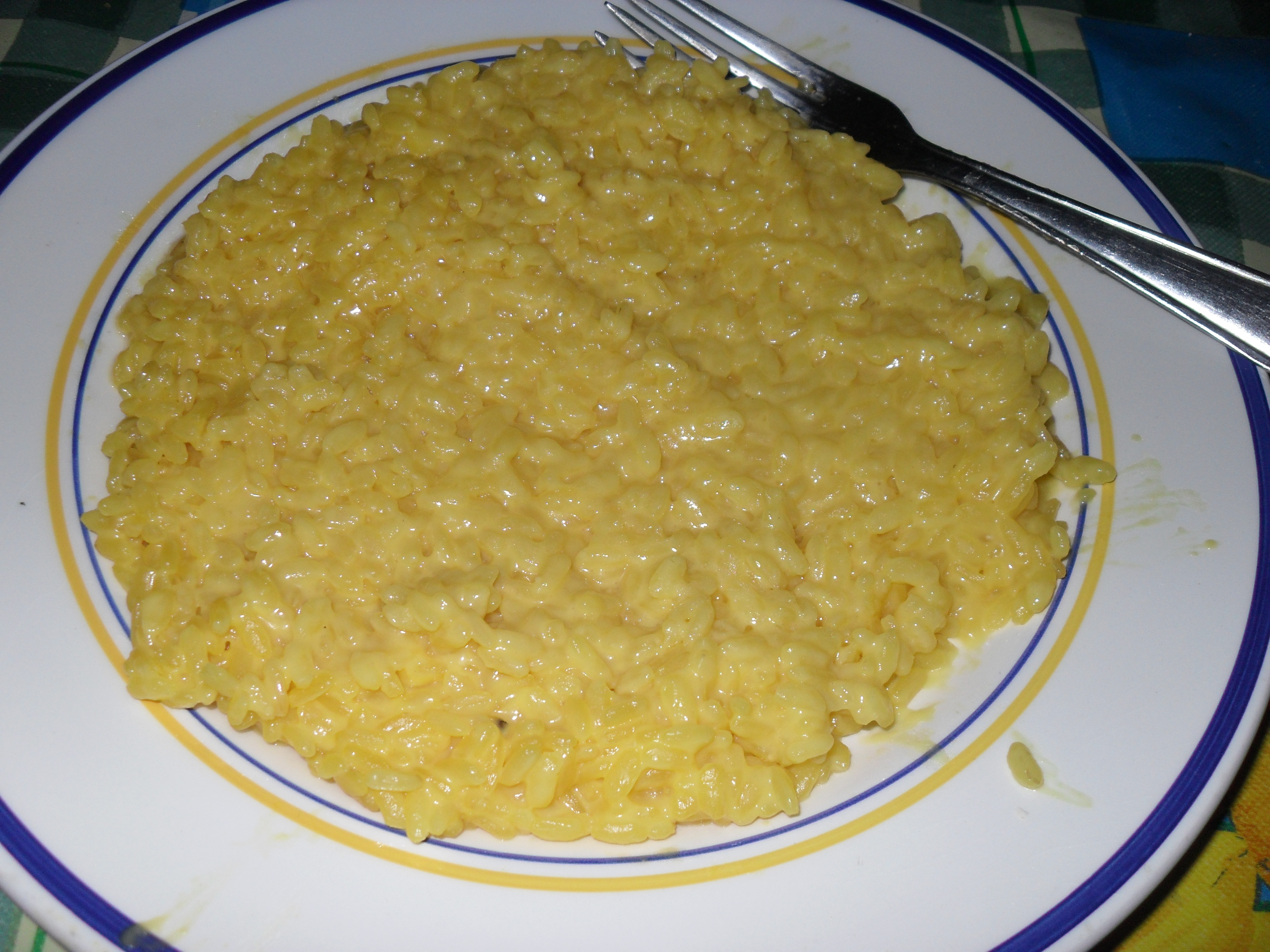
ミラノ風リゾット

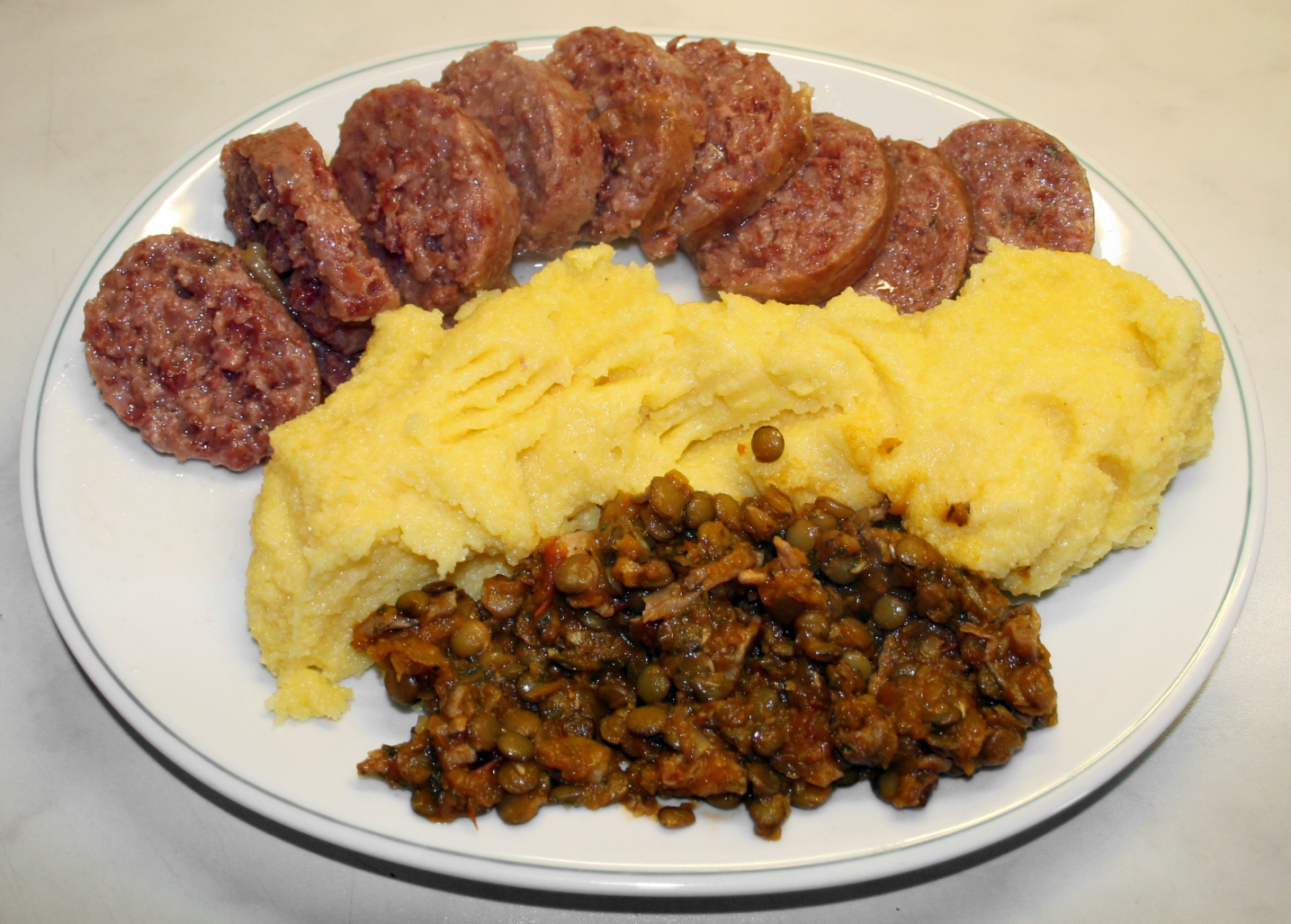
ポレンタとコテキーノ、レンズマメのソース

県の中南部にあたるポー川流域の平原地帯では稲作がおこなわれていることから、米（カルナローリ種）はよく使われる食材である。また、この平原地帯は牛や豚などの集約的畜産業を可能にしており、牛乳、バター、クリーム、チーズや、ハム、ソーセージ、サラミといったさまざまの畜産品が生産され、料理に使用されている。
コモ湖など多数の湖がある北部の湖沼地帯では、淡水魚を活かした食文化がある（コモ料理 (it:Cucina comasca) ）。また、土壌のやせた山岳地帯であるヴァルテッリーナ地方（ソンドリオ県）では蕎麦が栽培されているほか、ハムやチーズ、ワインなどの生産地としても知られている。
パスタ・スープ類
米を用いたロンバルディアの代表的な料理としてリゾットがある。リゾットの中でもとくに、サフランを用いたミラノ風リゾット（risotto alla Milanese）はよく知られている。モンツァでは、リゾットにソーセージを加えたものが一般的である。具だくさんの野菜スープ「ミネストローネ」はロンバルディアが発祥とされるが、パスタの代わりに米が入れられることもある。
ベルガモ、ブレシア、ヴァルテッリーナ地方などでは、トウモロコシの粉を練ったポレンタがポピュラーである。ポレンタには、ロバ肉ソース（Asino e Polenta）、野鳥 (it:Polenta e osei) 、ゴルゴンゾーラチーズ（Polenta e Gorgonzola）などさまざまな食材が合わされる。
マントヴァでは、カボチャのペーストを包んだラビオリ「トルテッリ・ディ・ズッカ」 (it:tortelli di zucca) が名物で、溶かしバターとともに供される。 クレモナではラビオリの一種であるマルビニ (it:Marubini) が食される。

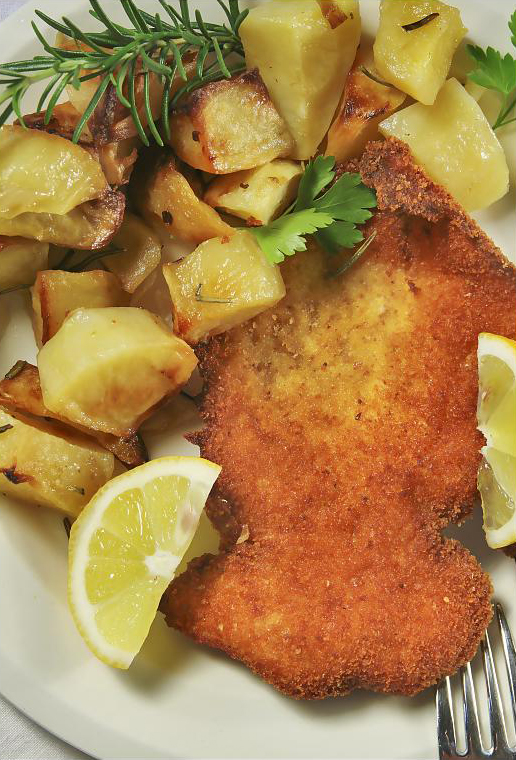
コトレッタ（ミラノ風カツレツ）

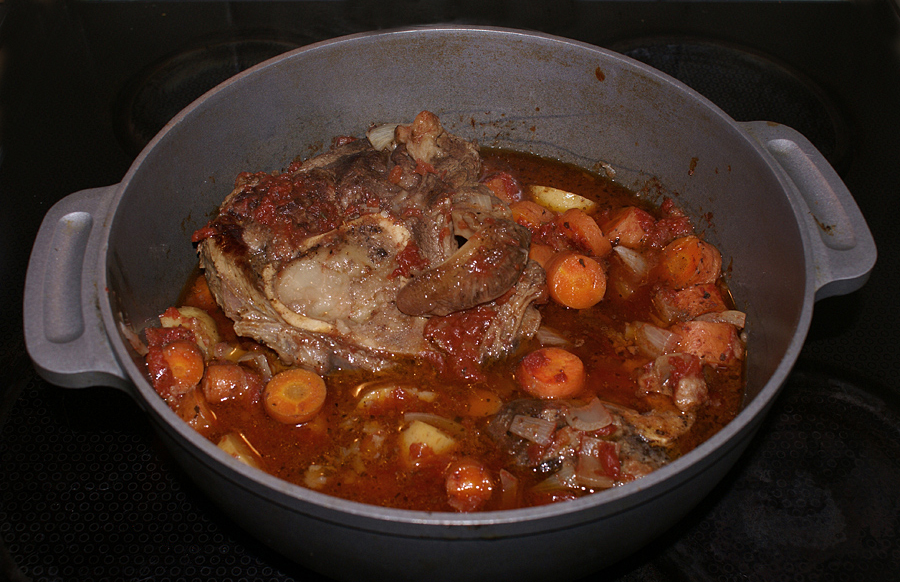
オッソ・ブーコ

北部山岳地域のヴァルテッリーナ地方では蕎麦粉を用いたパスタ「ピッツォッケリ」が食べられている。
- トルテッリ・ディ・ズッカ
- ピッツォッケリ

畜肉加工品・肉料理
牛もも肉を塩漬けにした生ハム「ブレザオラ」 (Bresaola) はヴァルテッリーナ地方が発祥の地である。サラミ（イタリア語ではサラメ salame）の生産も行われ、原産地名称保護（DOP）や保護指定地域表示（IGP）の指定を受けているものも多い。
DOPやIGPの指定を受けているものに以下がある。
- ヴァルテッリーナのブレザオラ（IGP） (it)  - ソンドリオ県
- ブリアンツァのサラミ（DOP） - ブリアンツァ地方
- ヴァルツィのサラミ（DOP） (it)  - パヴィア県ヴァルツィ
- クレモナのサラミ（IGP）
- モルターラのガチョウのサラミ（DOP） (it)  - パヴィア県モルターラ
- サラミーニ・イタリアーニ・アッラ・カッチャトーラ（DOP） (it) 

以下の名称は他州の地名を冠しているが、ロンバルディア州（の一部）も指定地域に含まれている。
- モデナのコテキーノ（IGP） (it) 
- モデナのザンポーネ（IGP） (it) 
- ボローニャのモルタデッラ（IGP）

この地域の代表的な肉料理には、日本のカツレツの原型の一つであるコトレッタ（ミラノ風カツレツ） (it:Cotoletta alla milanese) 、豚肉とキャベツの煮込み料理であるカッソーラ (Cassoeula) 、仔牛すね肉の煮込みであるオッソ・ブーコ、ブレシアの名物である炙り焼肉料理スピエド (it:Spiedo bresciano) などがある。

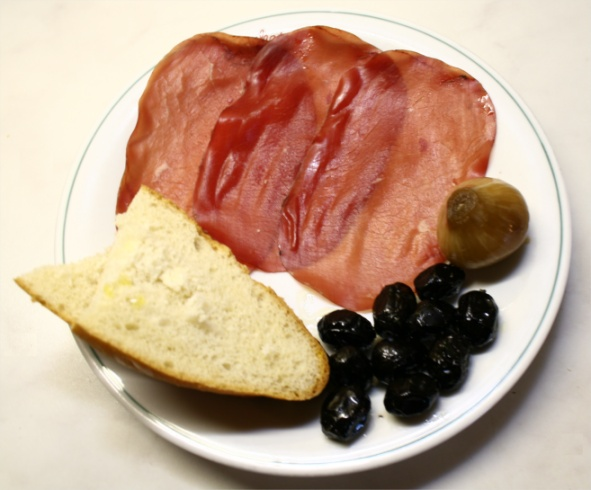
ブレザオラ
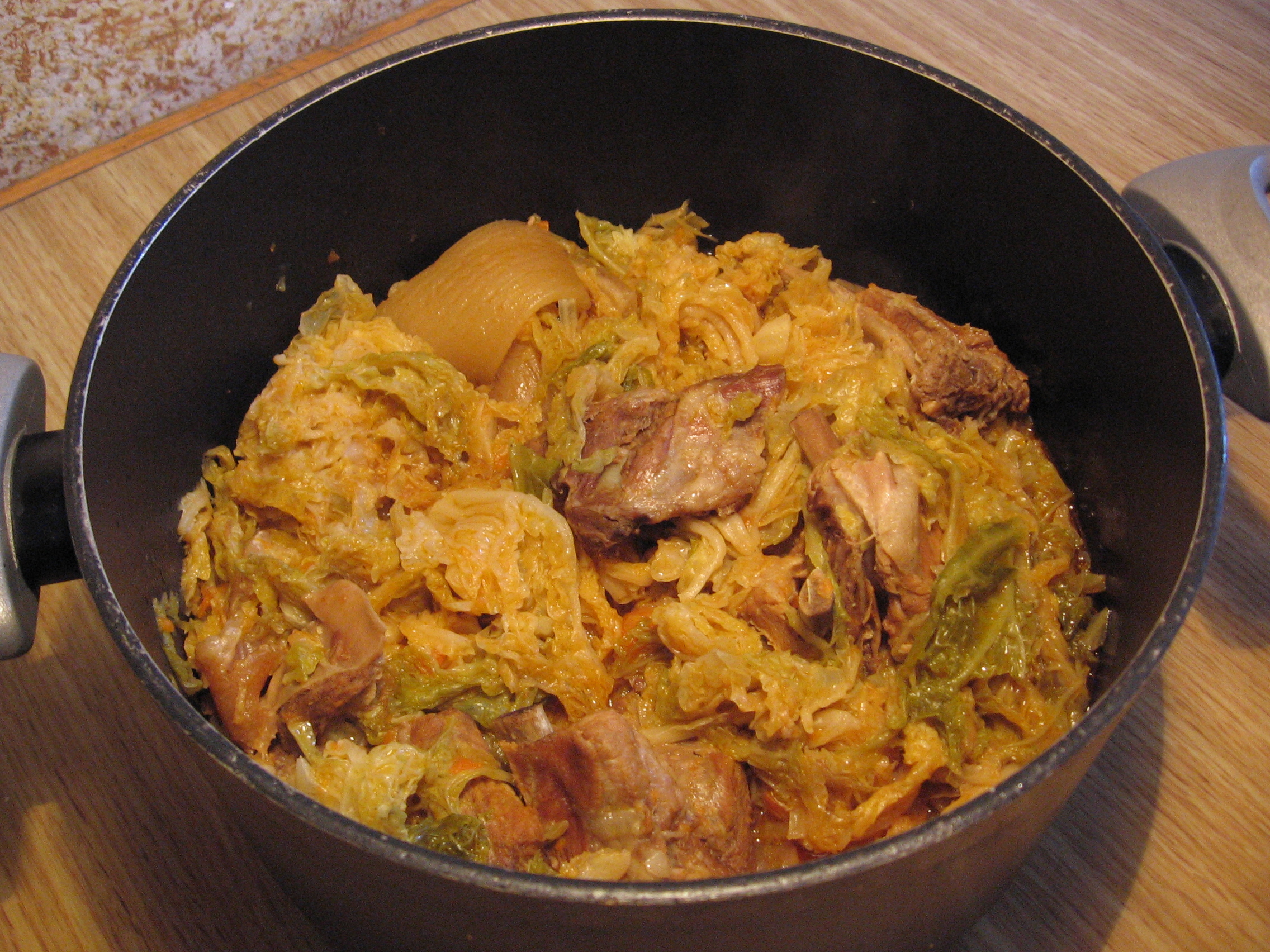
カッソーラ

魚料理
コモ周辺では、コモ湖などに生息するスズキ目のヨーロピアンパーチ（イタリア語ではペッシェ・ペルシコ pesce persico）や、ニシン目のアロサの近縁種のミッソルティーニ（missoltini）という名の魚が食卓に上る。

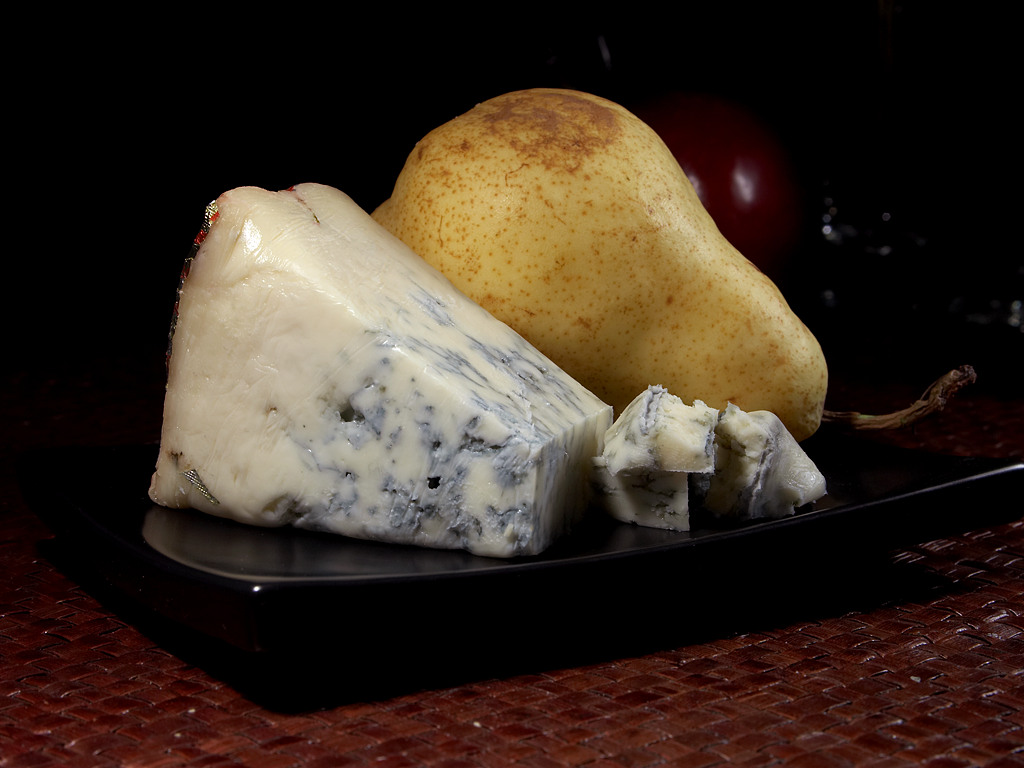
ゴルゴンゾーラと洋ナシ

チーズ
当地産のチーズとしては、ゴルゴンゾーラ、グラナ・パダーノ、タレッジョ、ビット、ロビオラ (Robiola) 、ストラッキーノ (Stracchino) などが挙げられる。ゴルゴンゾーラチーズはミラノ近郊のゴルゴンゾーラ、タレッジョチーズはタレッジョ谷（ベルガモ県）が、それぞれその名の由来である。マスカルポーネはもともとロンバルディアのチーズであったが、現在はイタリア全土で生産されている。
DOPやIGPの指定を受けているものに以下がある。
- ビット（DOP） - ソンドリオ県、ベルガモ県
- フォルマッジェラ・デル・ルイネーゼ（DOP） (it)  - ヴァレーゼ県ルイーノ
- アルタ・ヴァッレ・ブレンバナのフォルマイ・デ・ムット（DOP） (it)  - ベルガモ県
- クアルティローロ・ロンバルド（DOP） (it) 
- ゴルゴンゾーラ（DOP）
- グラナ・パダーノ（DOP）
- パルミジャーノ・レッジャーノ（DOP）
- プロヴォローネ・ヴァルパダーナ（DOP）
- タレッジョ（DOP）
- ヴァルテッリーナ・カセラ（DOP） (it) 

菓子（ドルチェ）
クリスマスシーズン（待降節）につくられるドライフルーツ入り菓子パン「パネットーネ」や、クリーム状ドルチェである「ザバイオーネ」は、ミラノの名物菓子とされている。マントヴァ名物であるトウモロコシの粉を用いた焼き菓子・ズブリゾローナ (it:Sbrisolona) 、クレモナ名物であるヌガー菓子の一種トッローネ (it:Torrone) 、同じくクレモナ名物の果物のマスタード風味シロップ漬けモスタルダなどは、国指定の伝統的農産物（PAT） (it:Prodotti agroalimentari tradizionali lombardi) に数えられている。
ワイン
以下の産地名称は、イタリアの原産地名称保護制度の中で最上級にあたる保証つき統制原産地呼称（DOCG）に指定されている。
- フランチャコルタ - ブレシア県フランチャコルタ地方
- スフォルツァート・ディ・ヴァルテッリーナ - ソンドリオ県ヴァルテッリーナ地方
- ヴァルテッリーナ・スペリオーレ (it)  - ソンドリオ県ヴァルテッリーナ地方
- モスカート・ディ・スカンツォ (it)  - ベルガモ県スカンツォロシャーテ
- オルトレポー・パヴェーゼ・メートド・クラッシコ (it)  - パヴィーア県南部（オルトレポー・パヴェーゼ地方）

オリーブオイル
DOPの指定を受けているものに以下がある。
- ラーギ・ロンバルディ（DOP） (it) 
- ガルダ（DOP） (it)  - ガルダ湖周辺地域

その他農産品
IGPの指定を受けているものに以下がある。
- ヴァルテッリーナの林檎（IGP） - ソンドリオ県ヴァルテッリーナ地方
- マントヴァの梨（IGP） (it) 

### 観光地
ミラノ県の県都ミラノには、史跡としてはスフォルツァ城（スフォルツェスコ城）が有名で、ヴィットーリオ・エマヌエーレ2世のガレリア、またモンテナポレオーネ通りがある。教会建築としては、ドゥオーモ（ミラノ大聖堂）、サンタンブロージョ教会、サン・ロレンツォ聖堂、サン・ナザロ・マッジョーレ聖堂、サンテウストルジョ聖堂、サンタ・マリア・デッレ・グラツィエ教会がある。サンタ・マリア・デッレ・グラツィエ教会には、レオナルド・ダ・ヴィンチ作の著名な絵画『最後の晩餐』があり、人気スポットとしてはスカラ座が有名である。博物館・美術館には、ブレラ絵画館、近代美術館 （la Galleria d'Arte Moderna）、レオナルド・ダ・ヴィンチ国立科学技術博物館、バガッティ・ヴァルセッキ美術館 がある。

### 世界遺産
ロンバルディア州内には、以下の世界遺産がある。
- ヴァルカモニカの岩絵群 （ブレシア県）
- レオナルド・ダ・ヴィンチの『最後の晩餐』があるサンタ・マリア・デッレ・グラツィエ教会とドメニコ会修道院 （ミラノ県）
- クレスピ・ダッダ （ベルガモ県カプリアーテ・サン・ジェルヴァージオ）
- マントヴァとサッビオネータ （マントヴァ県）
- ピエモンテ州とロンバルディア州のサクリ・モンティ（一部）
  - ヴァレーゼのサクロ・モンテ（ヴァレーゼ県ヴァレーゼ）、オッスッチョのサクロ・モンテ（コモ県オッスッチョ）
- イタリアのロンゴバルド族:権勢の足跡 (568-774年)（一部）
  - ブレシアのサン・サルヴァトーレ＝サンタ・ジュリア修道院（ブレシア県ブレシア）、カステルセプリオ＝トルバのカストラム（ヴァレーゼ県カステルセプリオおよびゴルナーテ＝オローナ）
- アルプス山脈周辺の先史時代の杭上住居群（一部）
  - ラヴァニョーネ（ブレシア県デゼンツァーノ・デル・ガルダ）、サン・シヴィーノ・ガッビアーノ（マネルバ・デル・ガルダ）、ルガーナ・ヴェッキア （ブレシア県シルミオーネ）、ルコーネ（ブレシア県ポルペナッツェ・デル・ガルダ）、ラガッツィ・デル・ヴォ（クレモナ県ピアーデナ）、バンデ＝コルテ・カルパーニ（マントヴァ県カヴリアーナ）、カステッラーロ・ラグセッロ（マントヴァ県モンツァンバーノ）、イゾリーノ・ヴィルジニア＝カミッラ＝イゾラ・サン・ビアジョ（ヴァレーゼ県ビアンドロンノ）、ボディオ・チェントラーレ・オ・デッレ・モネーテ （ヴァレーゼ県ボーディオ・ロンナーゴ）、イル・サッビオーネ・オ・セッテントリオナーレ（ヴァレーゼ県カドレッツァーテ）

## スポーツ

### サッカー
州内に本拠を置くプロサッカークラブとしては以下がある。所属リーグは2012-13シーズン現在。
- ACミラン （ミラノ県ミラノ） - セリエA（1部リーグ）
- インテル・ミラノ （ミラノ県ミラノ） - セリエA
- アタランタBC （ベルガモ県ベルガモ） - セリエA
- ブレシア・カルチョ （ブレシア県ブレシア） - セリエB（2部リーグ）
- ASヴァレーゼ1910 （ヴァレーゼ県ヴァレーゼ） - セリエB
- トリティウム・カルチョ1908（英語版） （ミラノ県トレッツォ・スッラッダ） - レガ・プロ1（3部リーグ）
- コモ・カルチョ （コモ県コモ） - レガ・プロ1
- フェラルピサロ （ブレシア県サロ） - レガ・プロ1
- ACルメッツァーネ （ブレシア県ルメッツァーネ） - レガ・プロ1
- UCアルビーノレッフェ （ベルガモ県アルビーノ） - レガ・プロ1
- ACモンツァ・ブリアンツァ1912 （モンツァ・エ・ブリアンツァ県モンツァ） - レガ・プロ2（4部リーグ）
- ACレナーテ （モンツァ・エ・ブリアンツァ県レナーテ） - レガ・プロ2
- FCカスティリオーネ（イタリア語版） （マントヴァ県カスティリオーネ・デッレ・スティヴィエーレ） - レガ・プロ2
- プロ・パトリア・カルチョ （ヴァレーゼ県ブスト・アルシーツィオ） - レガ・プロ2

5部リーグ（アマチュア最上位リーグ）のセリエDでは、ジローネA,Bに属する。ロンバルディア州の地方リーグ（6部リーグ）として、エッチェッレンツァ・ロンバルディア (it:Eccellenza Lombardia) がある。

### 自転車
- ミラノ～サンレモ
- ジロ・ディ・ロンバルディア

### 競馬
- サンシーロ競馬場

## 自然

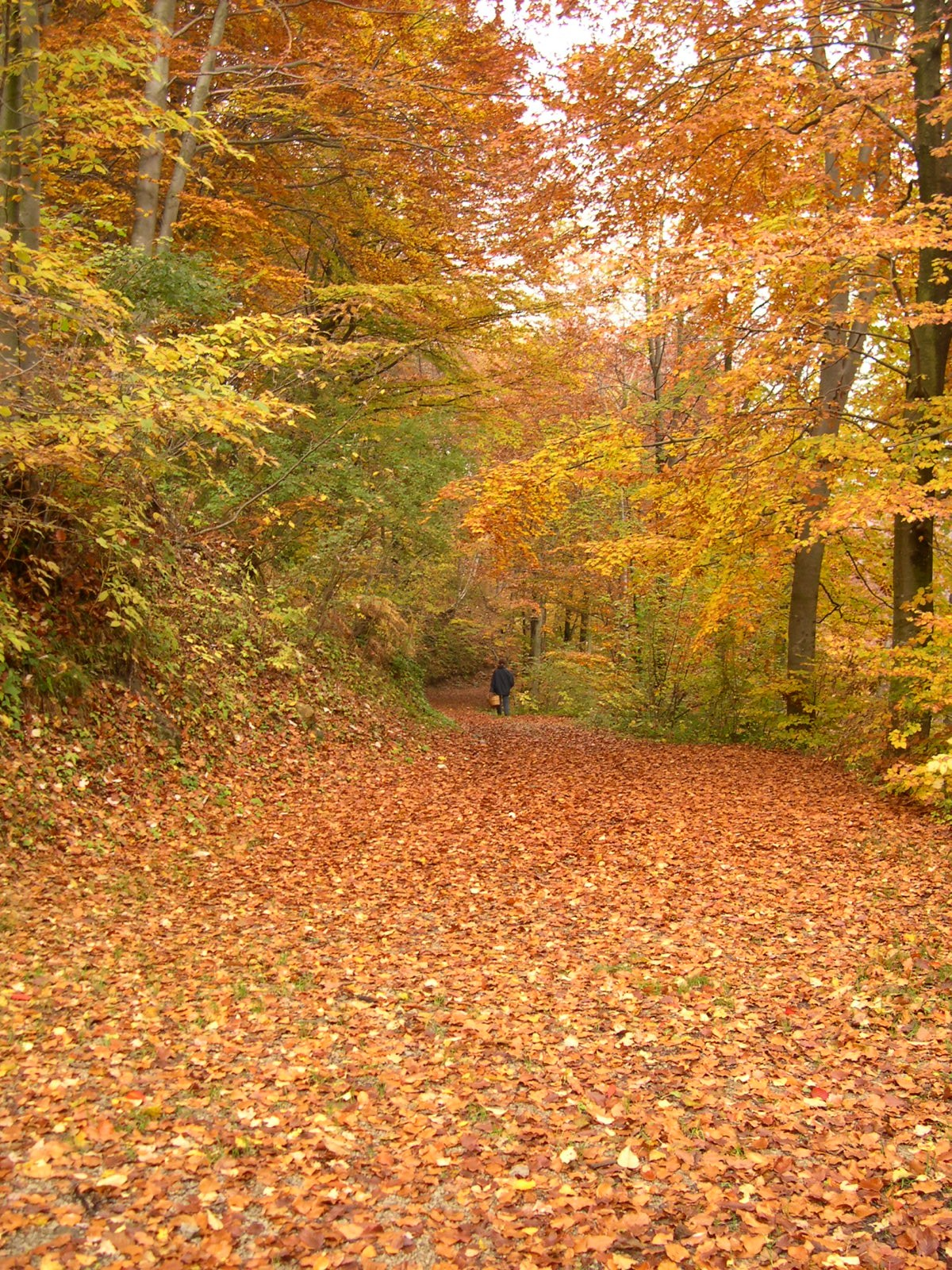
ロンバルディアの秋（Valsassina）

### 植物
平野部では数世紀にわたって農耕が営まれており、自然のままの環境を残している場所はほとんどない。いくつかの自然保護区において、ニレ、ハンノキ、セイヨウカジカエデ、ポプラ、ヤナギ、シデなどの植生がみられる森林や荒野の姿を見ることができる。
アルプスのふもとの湖水の周辺では、マグノリアやアザレア、アカシアといった亜熱帯の草花や、オリーブ、イトスギ、カラマツなどの木を見ることができる。
山岳部では、イタリア・アルプスにおける典型的な植生分布となっている。標高の低い地域（標高1100mあたり）ではオークや広葉樹が見られる。山腹（2000mから2200mあたり）がブナの木の下限であり、これより高い地域は針葉樹が生えている。ツツジやハイマツ、ビャクシンといった灌木類は山頂部（2200m超）で見られる。
ロンバルディア固有の植物は、特にコモ湖周辺地域に多く見られる。 ユキノシタのいくつかの種、ロンバルドニンニク、ノボロギク、キキョウ科の植物などである。

### 自然保護区
ステルヴィオ国立公園 (Stelvio National Park) は、イタリア最大の面積を持つ自然公園であり、アルプスの多くの野生動物が生息する。アカシカ、ノロジカ、アイベックス、シャモア、キツネ、オコジョ、イヌワシなどである。
ティチーノ川のロンバルディア側のティチーノ谷自然公園 (it:Parco naturale lombardo della Valle del Ticino) は、北イタリアに残る貴重な河川植物を保護するため、1974年に設定された。

## 交通

### 主要な道路
おおむね北および西を優先し、通過点もしくはその近傍の地名を示す。〔　〕内は州外。
欧州自動車道路
- E35号線 : A9, A8, A50, A1
〔… - スイス国境〕 - コモ - ミラノ - ローディ - 〔フィレンツェ - ローマ〕
- E45号線  (European route E45)  : A22
〔… - トレント - ヴェローナ〕 - マントヴァ - 〔モデナ - …〕
- E64号線  (European route E64)  : A4
〔トリノ〕 - ミラノ北方 - ベルガモ - ブレシア

主要な高速道路
- アウトストラーダ A1
ミラノ - ローディ - 〔ボローニャ - フィレンツェ - ローマ - ナポリ〕
- アウトストラーダ A4  (it:Autostrada A4 (Italia)) 
〔トリノ〕 - ミラノ北方 - ベルガモ - ブレシア - 〔ヴェネツィア - トリエステ〕
- アウトストラーダ A7  (it:Autostrada A7 (Italia)) 
ミラノ - パヴィーア西方 - 〔ジェノヴァ〕
- アウトストラーダ A8  (it:Autostrada A8 (Italia)) 
ヴァレーゼ - ライナーテ - ミラノ
- アウトストラーダ A9  (it:Autostrada A9 (Italia)) 
〔キアッソ〕 - コモ - ライナーテ
- アウトストラーダ A21  (it:Autostrada A21 (Italia)) 
〔トリノ - ピアチェンツァ〕 - クレモナ - ブレシア

### 空港
主要な空港には以下がある。

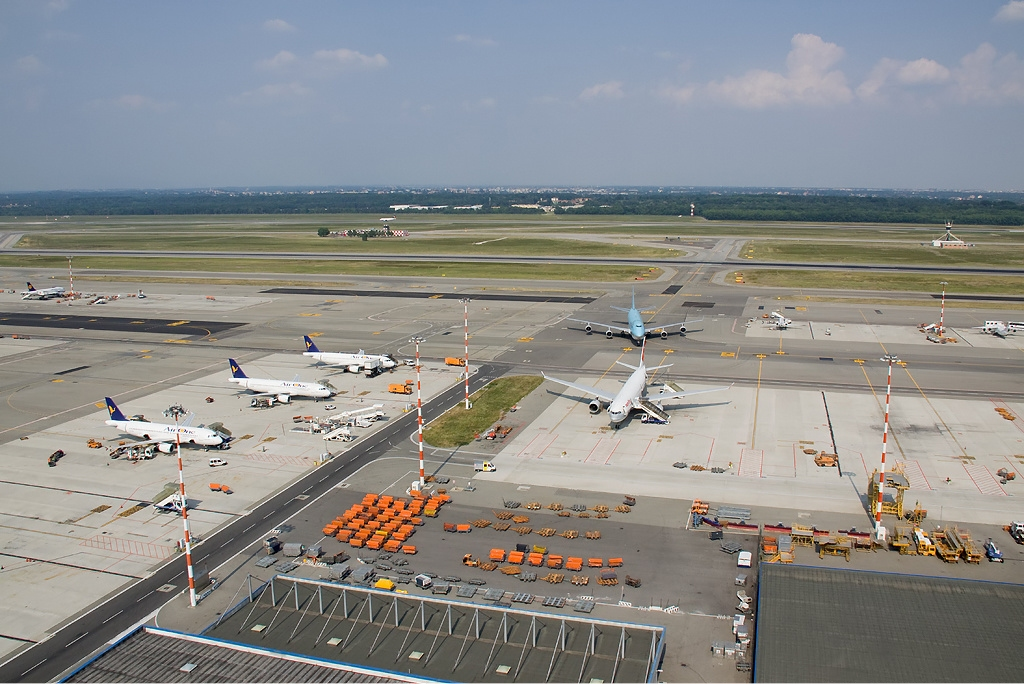
ミラノ・マルペンサ空港

- ミラノ・マルペンサ空港 （ミラノ県ミラノ郊外、ソンマ・ロンバルド）
- ミラノ・リナーテ空港 （ミラノ県ミラノ郊外、ペスキエーラ・ボッロメーオ）
- ベルガモ・オーリオ・アル・セーリオ空港 （ベルガモ県ベルガモ近郊、オーリオ・アル・セーリオ）
- ブレシア空港（英語版） （ブレシア県ブレシア）

ミラノ市の北西48kmにあるミラノ・マルペンサ空港は、ローマのフィウミチーノ空港と並ぶ、イタリア最大の空港の一つである。ミラノ市により近いリナーテ空港には、近距離国際線と国内線が発着する。

## 姉妹地域・提携地域
- 大阪府 （日本）[7][8]
  - 2002年7月9日 友好提携合意議定書調印

ロンバルディア州知事が大阪府訪問時に提携打診。中小企業が多く経済活動が活発という共通点を持つ。なお、これより先にミラノ市と大阪市が姉妹都市提携を行っている。

## 人物

### 著名な出身者
- ジャン・ガレアッツォ・ヴィスコンティ - 14世紀末のミラノ公。パヴィーア生まれ。
- ピウス4世 - 15世紀中葉のローマ教皇（第224代）。ミラノ生まれ。
- オルガンティノ - 16世紀後半に訪日したイエズス会宣教師。カスト生まれ。
- ジェロラモ・カルダーノ - 16世紀の数学者。ミラノ生まれ、パヴィーア育ち。
- ジュゼッペ・アルチンボルド - 16世紀の画家。ミラノ生まれ。
- インノケンティウス11世 - 17世紀後半のローマ教皇（第240代）。コモ生まれ。
- アントニオ・ストラディバリ - 17-18世紀のヴァイオリン製作者。クレモナ生まれ。
- ジュゼッペ・ピアッツィ - 18-19世紀の天文学者。ケレスを発見。ポンテ・イン・ヴァルテッリーナ生まれ。
- エンリコ・フォルラニーニ - 航空技術者。ミラノ生まれ。リナーテ空港の別称に名を残す。
- ピウス11世 - 20世紀前期のローマ教皇（第259代）。デージオ生まれ。
- パウロ6世 - 20世紀後半のローマ教皇（第262代）。サレッツォ生まれ。
- ルキノ・ヴィスコンティ - 映画監督。ミラノ生まれ[9]。
- シルヴィオ・ベルルスコーニ - 実業家、イタリア共和国首相。ミラノ生まれ。
- マリオ・モンティ - 経済学者・政治家、イタリア共和国首相。ヴァレーゼ生まれ。

### ゆかりの人物
- フランチェスコ・スフォルツァ - 15世紀の傭兵隊長。ミラノ公。